# Meno Burg

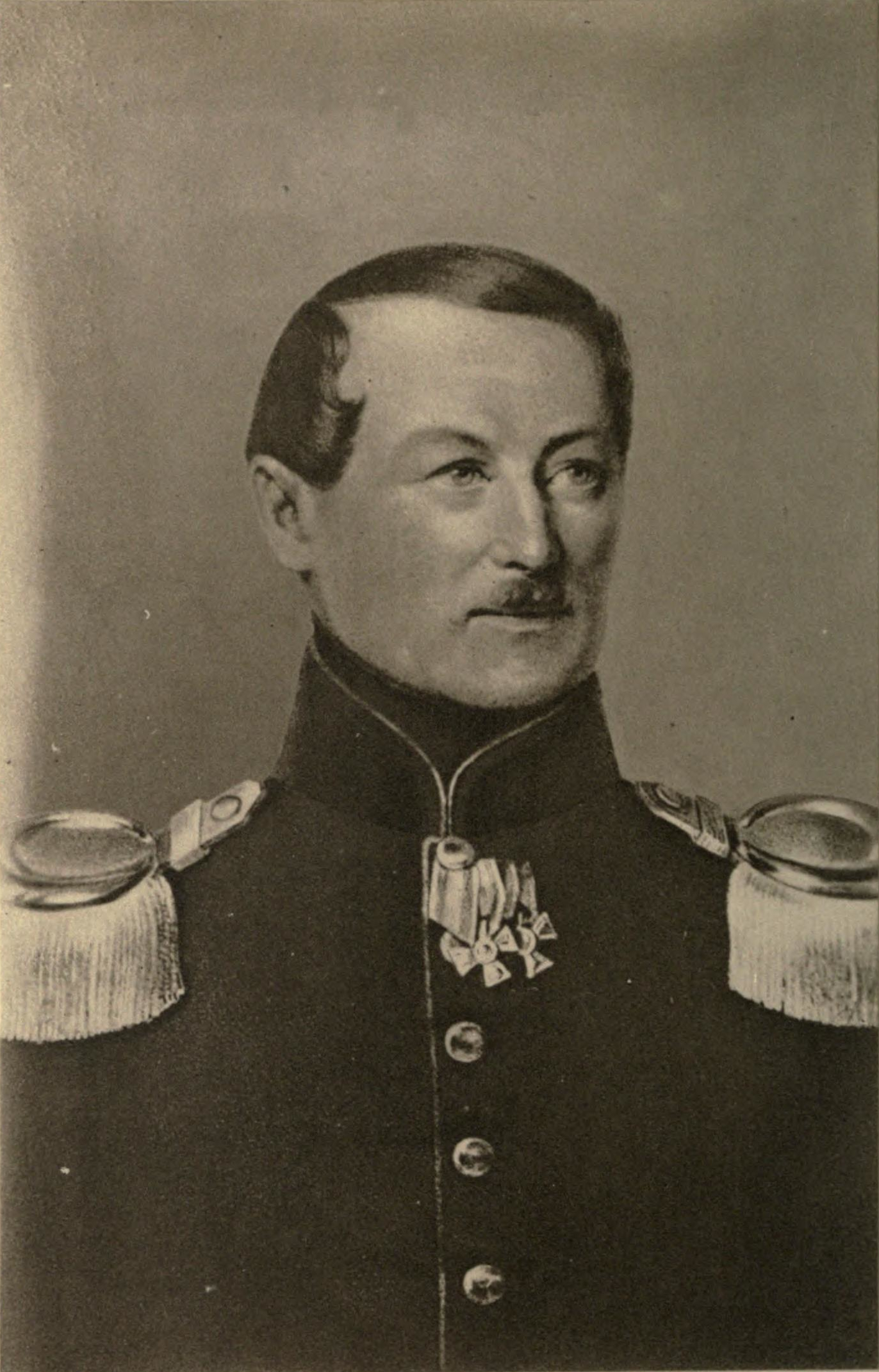
Major Meno Burg

Meno Burg (geboren am 9. Oktober 1789 in Berlin; gestorben am 26. August 1853 ebenda), war der erste und lange Zeit einzige preußische Stabsoffizier jüdischen Glaubens, königlich-preußischer Major der Artillerie und Lehrer der Vereinigten Artillerie- und Ingenieurschule. Burg, auch Judenmajor genannt, erreichte den höchsten Dienstgrad, den ein Jude in der preußischen Armee des 19. Jahrhunderts erlangte. Gleichwohl ist sein militärischer Werdegang ein Beleg für die Diskriminierung von Juden im preußischen Staatsdienst.
Er fiel einer Cholera-Epidemie in Berlin zum Opfer. Am 29. August 1853 wurde Burg mit allen militärischen Ehren auf dem jüdischen Friedhof in der Schönhauser Allee beigesetzt. Der Beerdigung wohnten mehr als 60.000 Personen bei.

## Familie
Meno Burgs Vater war Moses Magnus Samuel Borg (Burg) (geboren 5. Dezember 1754 in Burg bei Magdeburg; gestorben 17. November 1794 in Frankfurt an der Oder), Buchhalter beim Nessel- und Baumwolltuchfabrikanten Jacob Isaak Borchardt. Seine Mutter war Cheiche (Hannchen) Burg geb. Sachs (geboren ca. 1755; gestorben 25. Mai 1822 in Berlin). Nach dem Tod ihres Ehemannes Moses heiratete Cheiche am 5. Juli 1807 den Oberkantor Aron Beer in Berlin.
Burg hatte folgende Geschwister:
- Jacob Moses Burg (geb. 26. Juli 1784 in Berlin; gest. 11. September 1840 ebenda, Grab auf dem Jüdischen Friedhof in der Schönhauser Allee), konzessionierter Schutzjude, Geldwechsler und Lotterie-Ober-Einnehmer, verheiratet mit Amalie Sachs, Vater von August Burg und Otto Burg.
- Hendel (Johanna) (geb. 12. Februar 1786 in Berlin; gest. 20. Juli 1865 ebenda), verheiratet mit Elkisch Joseph Bendix (geb. 13. August 1775; gest. nach 1848), Mutter von Leopold Bendix
- Sara (Sarchen) (geb. 17. September 1791 in Berlin; gest. nach 1848), verheiratet mit Dr. phil. Moses Hirsch Bock (geb. 8. August 1781 Witkowo/Posen, gest. 24. April 1816 Leipzig), Mutter von Gustav Bock
- Philippine (geb. 1793; gest. vor 1874), verheiratet mit Itzig Hirsch[6]
- Blümchen (geb. 1794 in Berlin; gest. vor 1874 in Berlin), verheiratet mit Mann Joseph Maaß

Im Alter von 36 Jahren heiratete Meno Burg am 11. September 1825 in Berlin Julie (Jente) Riess (geb. 27. Mai 1802 in Berlin; gest. 23. Juni 1831 ebenda) aus einer jüdischen Juwelierfamilie. Seine Schwiegereltern waren David Jacob Riess und Rebecca Prenzlau.

## Ausbildung und zivile Berufslaufbahn

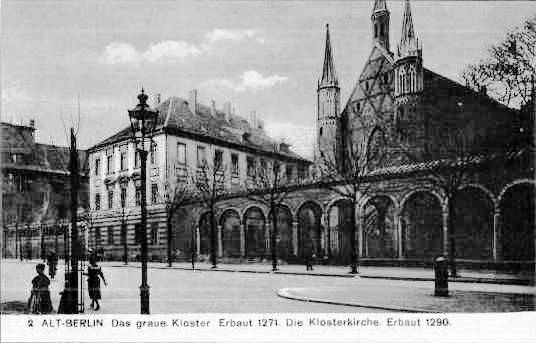
Berlinisches Gymnasium zum Grauen Kloster

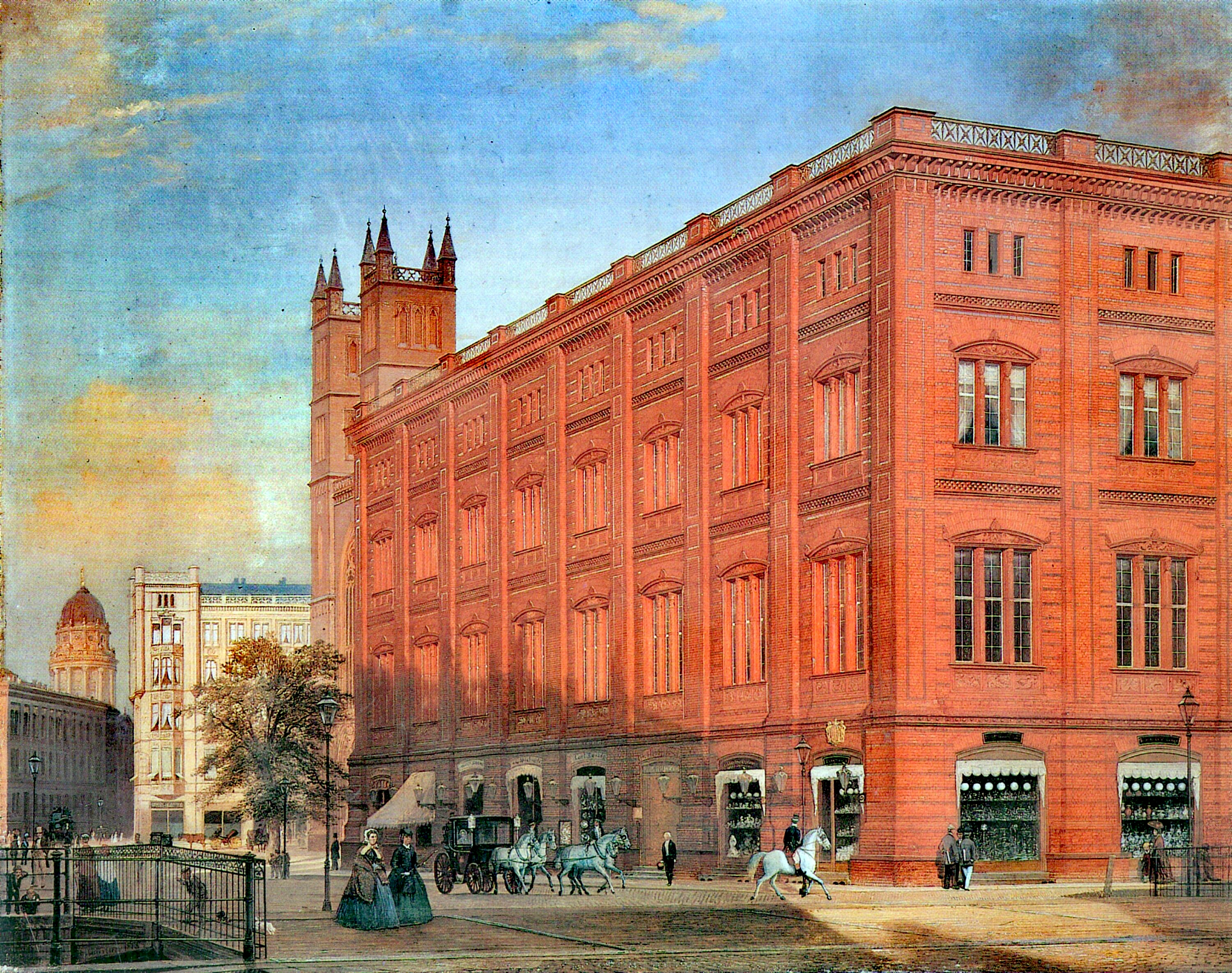
Berliner Bauakademie

Nach dem Besuch jüdischer Schulen wurde Burg im Dezember 1802 Schüler der Berliner Stadtschule, die später als Gymnasium zum Grauen Kloster bekannt wurde. Er verließ die Schule bereits im Jahre 1804, um bei seinem Vetter, dem königlichen Bauinspektor Salomo Sachs, in die Lehre zu gehen. Er besuchte sodann die Berliner Bauakademie, wo er im Jahre 1807 das Examen als Kondukteur und Feldmesser ablegte. Genau wie sein Vetter, der unter König Friedrich Wilhelm II. als erster preußischer Jude in den Staatsdienst übernommen worden war, wurde auch Burg unter Friedrich Wilhelm III. Staatsbediensteter. Burg hatte damit einen Beruf ergriffen, der von denjenigen Berufen abwich, die im Allgemeinen Juden ergreifen mussten, wie es das „Revidierte General-Privilegium und Reglement“ vom 17. April 1750 für sie bestimmte. Unter dem Eindruck der politischen Lage wurden die Normen des Judenreglements offensichtlich nicht streng eingehalten. Hätte man bei Burg entsprechend der Gesetzeslage entschieden, wäre ihm der Zutritt zu dem von ihm gewählten Beruf verwehrt worden. Burg war bereits Staatsbediensteter, als das Edikt vom 11. März 1812 „betreffend der bürgerlichen Verhältnisse der Juden in dem Preußischen Staate“ in Kraft trat. Obwohl das Edikt den Juden Preußens neue Rechte zugestand, war die Zulassung zu Staatsämtern nicht vorgesehen und einer späteren Gesetzgebung vorbehalten.

## Eintritt in das preußische Heer während der Befreiungskriege

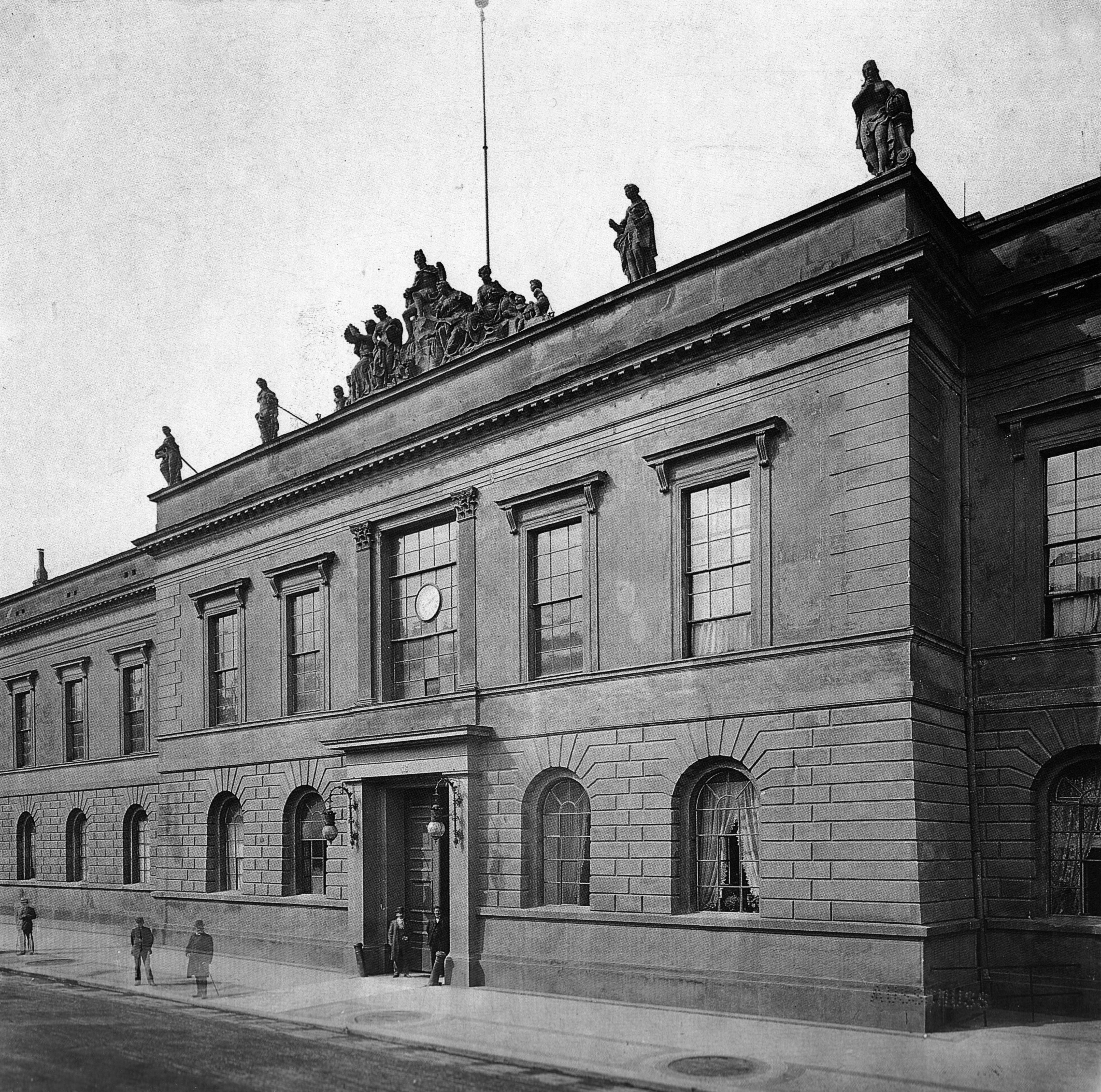
Akademie der Künste im Akademiegebäude an der Straße Unter den Linden, wo seit 1914 die Staatsbibliothek zu Berlin steht.
(Foto vor 1903).

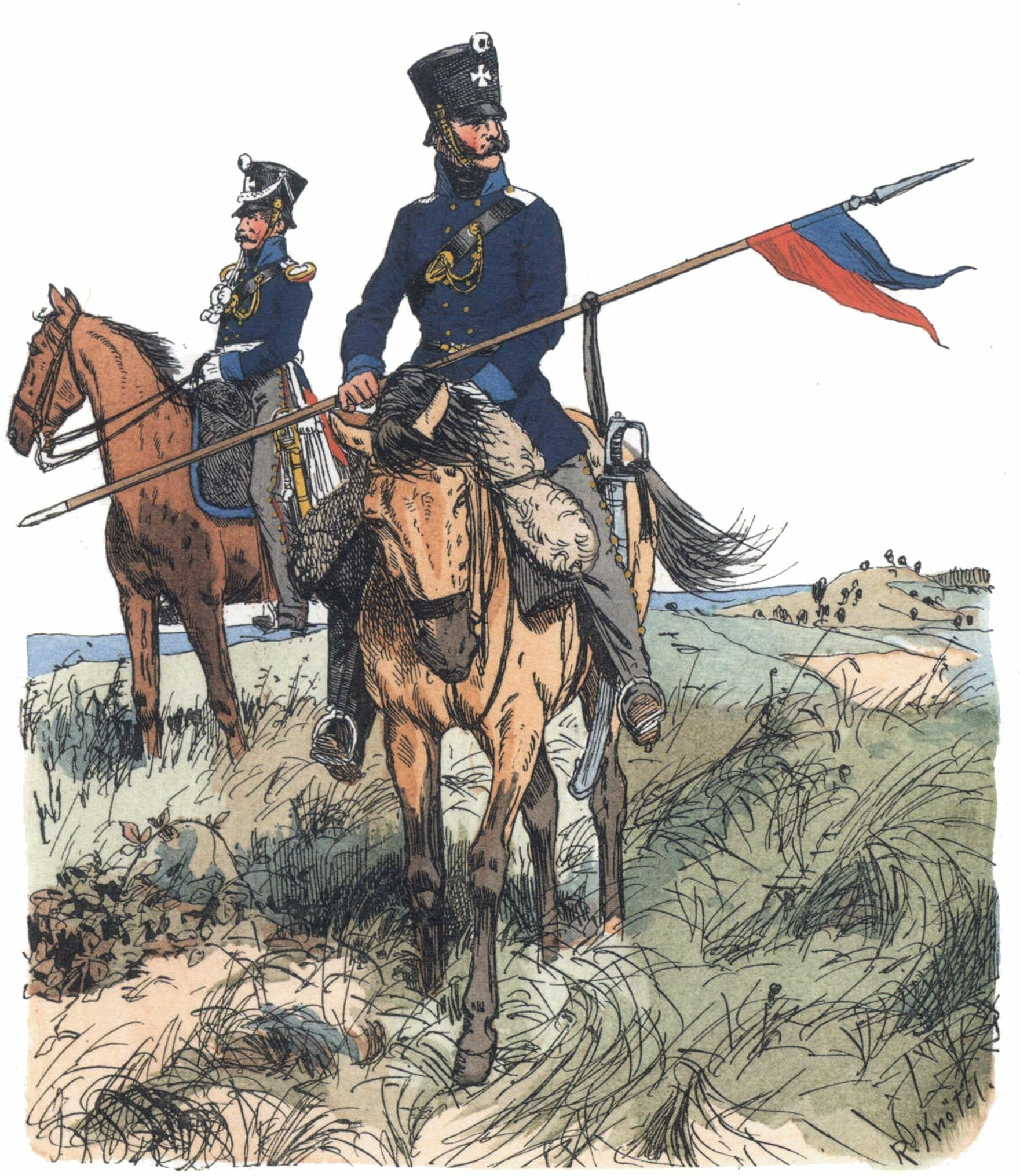
Preußische Landwehrkavallerie in den Befreiungskriegen

Burg stand vor seinem Abschlussexamen an der Akademie der Künste in Berlin, als er sich am 14. Februar 1813 während der Befreiungskriege freiwillig zum Militärdienst meldete, um für „Preußens Freiheit und Wiedergeburt“ zu kämpfen, wie er sich ausdrückte. Die Truppe seiner Wahl war das Normal-Infanterie-Bataillon in Breslau, eine Eliteeinheit der Infanterie. Nach wenigen Tagen wurde Burg jedoch mit der Begründung aus dieser Einheit entlassen, dass er als Jude „nach bestehenden Gesetzen und den obwaltenden Umständen“ im Gardekorps nicht dienen dürfe. „Wie selbstverständlich die Ablehnung jüdischer Soldaten in der Garde für die alteingesessenen Kreise war, kann dem Umstand entnommen werden, dass Staatskanzler Karl August von Hardenberg, ansonsten dem berechtigten Verlangen der Juden auf Gleichstellung wohlgesinnt, zwei Gesuche Burgs auf Wiedereinstellung in der Garde unbeantwortet ließ.“
Burg entschloss sich hierauf, sich bei der Artillerie zu bewerben, einer Truppengattung, die zu jener Zeit beim Adel weniger Ansehen genoss und die als eine Waffe der Bürgerlichen galt. Um jedoch nicht wieder eine Entlassung zu riskieren, wurde Burg beim Generalinspekteur der Artillerie, dem Prinzen August von Preußen vorstellig, der seine Einstellung unterstützte. Er stellte ihn als Bombardiere ein und verlieh ihm das Recht ein silbernes Offiziersportepee am Mannschaftssäbel zu tragen. Meno diente in Neiße und stieg schnell zum Unteroffizier auf. Burg, dessen Leistungen allgemein Anerkennung fanden, wurde bereits nach neun Monaten Dienst von den Subalternoffizieren seiner Einheit zum Offizier vorgeschlagen. Die Beförderung scheiterte jedoch am Veto des Platzkommandanten Hauptmann Karl Moritz Ferdinand von Bardeleben, der Burgs Beförderung zum Offizier mit der Begründung ablehnte, „solange (er) etwas zu sagen habe, soll(e) kein Jude Offizier in der Artillerie werden“. Diese Zurücksetzung führte dazu, dass Offizieranwärter, die Burg selbst ausgebildet hatte, vor ihm zum Offizier befördert werden sollten. Auch seine Versetzung zu einer Feldeinheit nützte seiner angestrebten Beförderung nicht. Nur eine Bewährung vor dem Feind hätte eine Beförderung ohne Offizierswahl ermöglichen können. Er kam jedoch nicht wie beabsichtigt mit seiner Einheit zum Fronteinsatz.
Burg war nicht, wie manchmal fälschlich behauptet, der erste preußische Offizier jüdischen Glaubens. Andere preußische Soldaten jüdischen Glaubens waren bereits am Anfang des Krieges Offiziere geworden. Bei ihnen handelte es sich aber um Soldaten in Kampfeinheiten, die unmittelbar unter dem Einfluss der Front standen, oder sie gehörten der Miliz, den Jägerdetachements oder der Landwehr an. Reichlich spät wurde Burg schließlich am 18. August 1815 zum Seconde-Lieutenant der Artillerie befördert und wurde kurz darauf als Kompanieoffizier zur Ersten Artilleriebrigade (Ostpreußen) nach Danzig versetzt.

## Als Offizier jüdischen Glaubens in der Zeit der Restauration

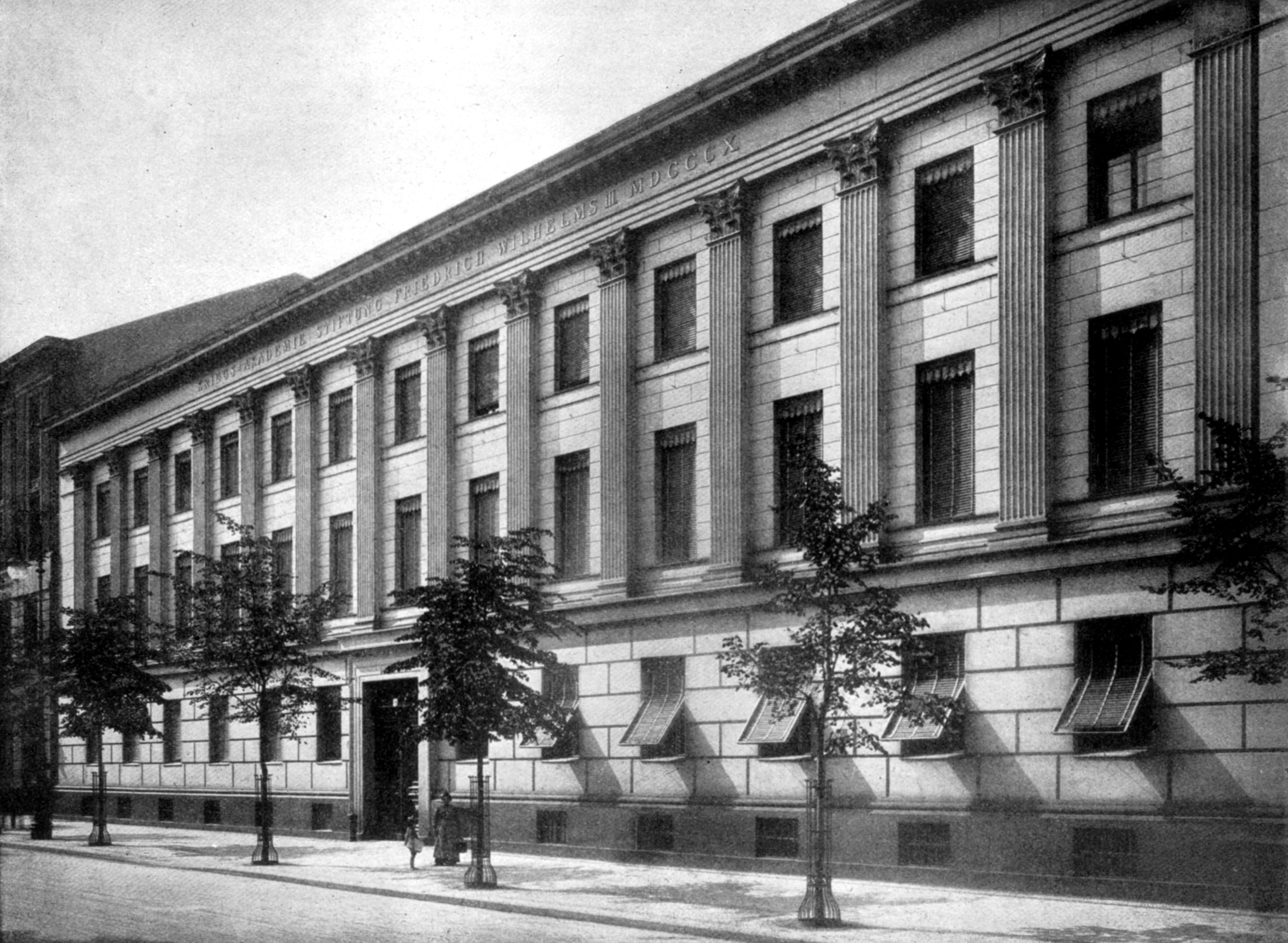
Vereinigte Artillerie- und Ingenieurschule

Seit 1816 als Zeichenlehrer an der Vereinigten Artillerie- und Ingenieurschule in Berlin wurde Burg am 4. Juli 1826 seinem Dienstalter gemäß in der Reihenfolge, wie die Rang- und Quartierlisten ausweisen, zum Premierleutnant befördert. Es ist bemerkenswert, dass Burg in dieser Zeit der Reaktion in der „Reihe“ befördert wurde, während andererseits jüdische Freiwillige, die berechtigte Ansprüche auf Anstellung im Staatsdienst anmeldeten, wegen ihres Glaubens abgewiesen wurden.
Trotz höchster Protektion durch Prinz August von Preußen wäre Burg beinahe nicht zum Hauptmann befördert worden. In diesem Beförderungsdrama musste sich Burg zunächst in den Kompromiss fügen, lediglich zum „Hauptmann von der Armee“, einem dem Hauptmann der Artillerie nicht gleichwertigen Rang, befördert zu werden. Dann wurde ihm nahegelegt, sich taufen zu lassen, um die Beförderung möglich zu machen, was Burg letztlich ablehnte. Hier muss allerdings erwähnt werden, dass Burg einmal im Jahre 1824 die Taufe beantragt, seinen Antrag aber „Familienverhältnissen wegen“ am 16. November 1824 aufgeschoben haben soll.
Am 6. Dezember 1830 ließ der König wissen, dass er Burg nicht einmal zum Hauptmann von der Armee ernennen könne, wenn dieser nicht „zum Heil des christlichen Glaubens“ gelange. Dem Umstand, dass Burg sich neben seinen dienstlichen Leistungen auch als Verfasser militärischer Sachbücher und als Ausbilder in der gesamten Artillerie verdient gemacht hatte, wurde von Friedrich Wilhelm III. mit einer Gratifikation von 50 Goldtalern bedacht. Für 25 Jahre in der Armee bekam er das entsprechende goldenen Dienstauszeichnungskreuz für sein korrektes tadelloses Verhalten. Burg, der sich bereits mit dem Gedanken getragen hatte, den Dienst zu quittieren, wurde dann doch im November 1832 in der richtigen Reihenfolge zum Hauptmann der Artillerie befördert. Er durfte jedoch nicht die Uniform der Artillerie tragen, sondern lediglich die eines „Zeugkapitäns“, einer Sonderlaufbahn, die in der preußischen Armee ganz unten rangierte.

## Als Offizier jüdischen Glaubens im Vormärz

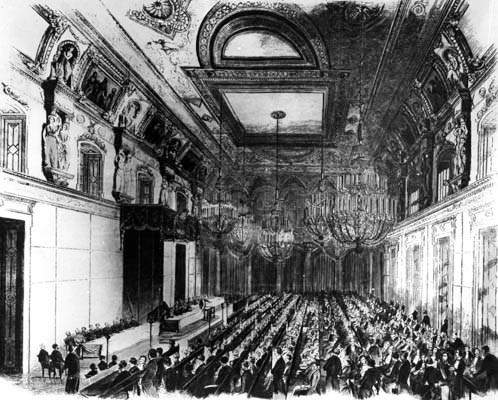
Zweiter Vereinigter Landtag (1848)

Es bedurfte des neuen Chefs der Artillerie, Prinz Adalbert von Preußen, und des neuen Königs Friedrich Wilhelm IV., um das Unrecht der diskriminierenden Waffenfarbe zu beseitigen. Mit einer Kabinettsorder vom 16. April 1844 durfte Burg die schwarzen Epauletten durch rote Schulterstücke ersetzen.

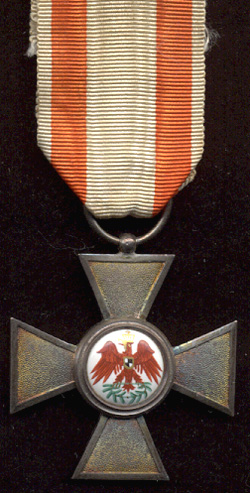
Roter Adler-Orden IV. Klasse

Das war jedoch nicht das Ende der Diskriminierung. Wie die Rang- und Quartierlisten ausweisen, wurden Rangjüngere vor Burg zum Major befördert. Am 27. März 1847 wurde Burg dann der „Charakter als Major der Artillerie“ erteilt. Das war eigentlich keine wirkliche Beförderung. Seine Uniform wies ihn zwar nach außen als Major aus, er hatte jedoch nicht die Planstelle eines Majors. Damit bestand kein Recht auf das Gehalt eines Majors und eine weitere Beförderung. Das war das Ende seiner militärischen Laufbahn. Zu dieser Zeit kommentierte Burg die wiederholte Aufforderung seiner Vorgesetzten zum Christentum zu wechseln mit den Worten:

„Ich würde einen schlechten Tausch machen. Jetzt bin ich der einzige jüdische Major in der Armee; nach der Taufe werde ich vielleicht General, aber bin ich dann – einer unter vielen!“

Die Burg gegebene Begründung, dass die Planstelle für einen Stabsoffizier den Etat überschritten hätte, überzeugt nicht, da an der Schule jeweils zwei bis drei dienstjüngere planmäßige Majore tätig waren, die nicht die Verdienste Burgs hatten. Die Zeit sprach augenfällig dagegen, Juden zu Staatsstellungen zuzulassen oder, wenn sie eine solche hatten, sie in ihr zu fördern. So durfte Otto von Bismarck noch am 15. Juni 1847 im Vereinigten Landtag sagen, er „gönne den Juden alle Rechte, nur nicht das, in einem christlichen Staat ein obrigkeitliches Amt zu bekleiden“; wenn er einem Juden gehorchen sollte, müsste er sich „tief niedergedrückt und gebeugt fühlen“.
Ähnlich wie bei seinen Beförderungen erging es Burg auch bei der Verleihung militärischer Orden. Obwohl er seit 1838 vom Inspekteur der Vereinigten Artillerie- und Ingenieurschule zum Roten Adlerorden IV. Klasse eingereicht worden war, dauerte es mehr als drei Jahre, bis ihm der Orden endlich von Friedrich Wilhelm IV. verliehen wurde. Für den Wert des Ordens sprechen die Tatsachen, dass es in der Artillerie-Brigade, der Burg bis zu seiner Beförderung zum Hauptmann angehört hatte, bis zu dem Zeitpunkt der Ordensverleihung an Burg unter achtzehn Hauptleuten nur einen einzigen Träger des Roten Adlerordens gab und unter den acht Hauptleuten der Schule, die als Lehrer tätig waren, Burg der einzige war. Anders verhielt es sich mit zivilen Auszeichnungen, deren Vergabe an Juden den Preußenkönigen offenbar leichter fiel. Burg wurde wiederholt mit hohen zivilen Auszeichnungen belohnt.
Trotz der antisemitischen Schikanen erfreute sich der Judenmajor großer Popularität bei seinen Kameraden. Sie wählten Burg zum Präses ihrer Pensions-Zuschusskasse und zum Vorsitzenden des Ehrenrats für Subaltern-Offiziere der Schule. Ferner war er ein weit über die Grenzen Deutschlands anerkannter Fachbuchautor. Sein Werk Die geometrische Zeichnenkunst wurde ins Französische übersetzt und er erhielt dafür die große goldene Medaille der Wissenschaft aus Händen des Königs sowie ein wertvolles Geschenk des russischen Zaren.

## Gläubiger Jude

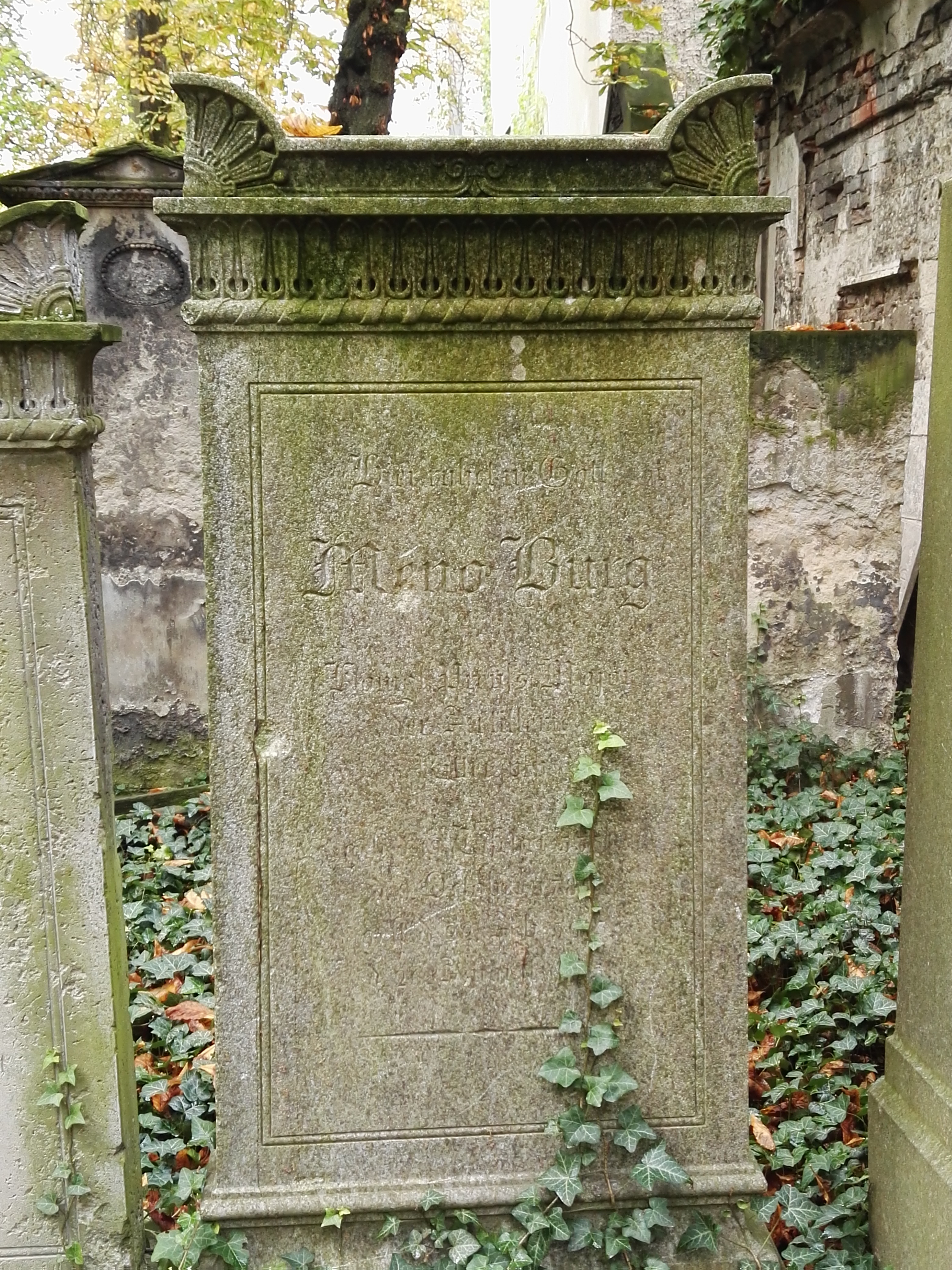
Grabstätte

Burg nahm als gläubiger Jude aktiv am jüdischen Gemeindeleben teil. Er gehörte für lange Jahre dem Vorstand des Kulturvereins, dem Vorstand des Auerbachschen Waisenhauses und seit 1845 der Gesellschaft der Freunde an. Er war in der jüdischen Gemeinde von Berlin tätig, deren Vorstand er in den Jahren 1849/50 angehörte. Burg schied aus dem Vorstand aus, als diesem 1850 wegen Nichtbeachtung des General-Juden-Privilegs vom 17. April 1750 bei der Wahl die Legitimität entzogen wurde und der Vorstand dagegen Klage bei Gericht erhob. Als königlicher Offizier wollte Burg „die Widersetzlichkeit gegen die Regierung nicht teilen“.
Burg versuchte scharf zwischen seinem Staatsdienst und seiner Religionsausübung zu trennen. Dabei lebte er im Spannungsbereich zwischen seiner jüdischen Gemeinde, die sich als „orthodox“ begriff, und seinem Staat, der sich als „christlich“ bezeichnete. Burg konnte sich als Soldat nicht strikt an die Zeremonialgesetze halten, so dass er sich de facto von der strengen Orthodoxie lösen musste. Insofern ist er ein Beispiel für die dem Neuen zugewandten Neo-Orthodoxen, die die Meinung vertraten, dass der Staatsdienst den Zeremonialgesetzen nicht entgegenstand.
Meno Burg starb mit 63 Jahren und wurde auf dem Jüdischen Friedhof Schönhauser Allee in Berlin-Prenzlauer Berg beigesetzt.

Die Trauerrede für Burg hielt sein Freund, der Rabbiner der jüdischen Gemeinde Berlin Michael Sachs.
Die Grabinschrift lautet:

„Hier ruhet in Gott/Meno Burg/Königl. Preuss. Major/der Artillerie/Ritter pp/geb. Den 19. Tischri 5550/d. October 1789/gest. Den 22. Ab 5615/d. 6. August 1853.“

## Königstreuer Preuße
Religiös im Judentum wurzelnd, beschrieb sich Burg in seinen Memoiren als königstreuer Preuße. Das eine schloss das andere nicht aus. Seiner konservativen Einstellung entsprechend, bekannte er sich uneingeschränkt zu seinem König und obersten Feldherrn. Mit dieser Einstellung befand er sich in Übereinstimmung mit dem Nationalbewusstsein der gebildeten jüdischen Kreise, mit denen er freundschaftlich und gesellschaftlich verkehrte und deren Ziel es war, in die deutsche Gesellschaft und Kultur hineinzuwachsen, von der sie sich zunehmend aufgenommen fühlten.
Am 26. August 1853 starb Burg als Opfer der soeben ausgebrochenen Cholera. Die Beisetzung, die am 29. August mit allen militärischen Ehren erfolgte, war für ganz Berlin ein großes Ereignis. Die Polizei schätzte, dass sich etwa 60.000 Personen versammelt hatten.

## Veröffentlichungen
- Meno Burg: Die allgemeine geometrische Zeichnungslehre. In: Die geometrische Zeichnenkunst, oder vollständige Anweisung zum Linearzeichnen, zum Tuschen und zur Construction der Schatten. Band 1. Duncker und Humblot, Berlin 1822 (Die allgemeine geometrische Zeichnungslehre [abgerufen am 15. März 2021]).
- Die geometrische Zeichnenkunst. Die allgemeine geometrische Zeichnungslehre. Das Zeichnen und Aufnehmen der Artillerie-Gegenstände I. Die allgemeine geometrische Zeichnungslehre – II. Das Zeichnen und Aufnehmen der Artillerie-Gegenstände. Berlin 1822.
- Die geometrische Zeichnenkunst/Vollständige Anweisung zum Linearzeichnen, zur Construction der Schatten und zum Tuschen für Künstler und Technologen und zum Selbstunterricht; zunächst zum Gebrauche beim Unterricht in den königlich-preussischen Artillerie-Schulen. Berlin 1848.
- Meno Burg: Das Zeichnen und Aufnehmen des Artillerie-Materials oder die geometrische Zeichnenkunst angewendet auf die bildliche Darstellung der Geschütze, Wagen, Maschinen u. s. w. der Artillerie. Duncker und Humblot, Berlin 1845 (Das Zeichnen und Aufnehmen des Artillerie-Materials [abgerufen am 15. März 2021]).
- Meno Burg: Zwölf Figuren-Tafeln zu Burg´s Zeichnen u. Aufnehmen des Artillerie-Materials. 2. Auflage. Duncker & Humblot, Berlin 1845 (digitale-sammlungen.de).
- Account of the Most Recent Improvements on the Lunar Tables. 1824.
- Das architektonische Zeichnen, oder vollständiger Unterricht in den beim Zeichnen der Architekturgegenstände und der Maschinen vorkommenden Constructionen; sowohl hinsichtlich der Anfertigung einer richtigen Linearzeichnung, als der Bestimmung der Schatten. Berlin 1830.
- Traité du dessin géométrique/Exposition complète de l’art du dessin linéaire. Paris 1847.
- Traité du dessin et du levé du matériel d’artillerie. Paris 1848.
- Meno Burg: Geschichte meines Dienstlebens. B. Behr's Buchhandlung, Berlin 1854 (Gesamtwerk [abgerufen am 15. März 2021]).